# Sierosław (województwo wielkopolskie)

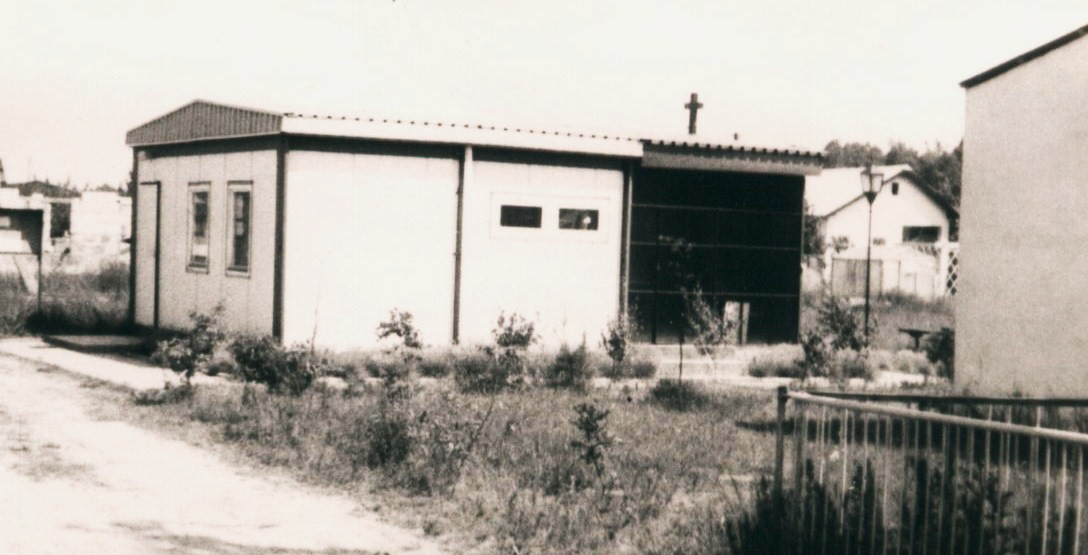
Kaplica działkowa w Sierosławiu – lipiec 1991

Sierosław – wieś w Polsce położona w województwie wielkopolskim, w powiecie poznańskim, w gminie Tarnowo Podgórne.

## Historia
Miejscowość ma metrykę średniowieczną i istnieje prawdopodobnie od XIII wieku. Pierwsze pewne wzmianki o wsi zapisane zostały w 1248 i 1288 gdzie wymieniono ją jako Siroslawo. Na przestrzeni wieków nazwę wsi notowano w różnych formach w 1316 „Siroslawe”, 1393 „Szirosla[ue?]”, 1400 „Syroslawe”, 1404 „Syroslaw”, 1424 „Schiroslaw”, 1435 „Siroslaw”, 1454 „Sziroslaw”, 1468 „Szyroslaw”, 1475 „Syrosslaw”, 1508 „Syraslaw” .
W 1288 miejscowość została wcielona przez biskupa Jana do parafii lusowskiej. Sierosław w nazwisku wzmiankowali: Stefan Opalis (1316), Bogusz Sierosławski (1389), Naram Sierosławski (1393).  
Wieś została wielokrotnie odnotowana w historycznych dokumentach prawnych, własnościowych i podatkowych. W 1316 dokument wystawiony przez księcia Władysława Łokietka odnotowuje w sprawie Szczepana zwanego Opalis pochodzącego z Sierosławia. W 1389 Bogusz Sierosławski toczy proces sądowy z Maciejem Ptaszkowskim. W 1471 odnotowano karczmę w Sierosławiu położoną przy drodze w kierunku Buku. W 1475 odnotowany został dwór w Sierosławiu, a w 1503 dwór oraz wiatrak . Wieś należała do szlachty. Położona była w 1580 roku w powiecie poznańskim województwa poznańskiego.
Miejscowa dziedziczka, Barbara Miękicka, założyła w 1647 kościół braci czeskich, który później pełnił rolę katolickiej kaplicy. W 1773 ustalono podział administracyjny między Sierosławiem, Lusowem i Lusówkiem. W 1783 właściciel Sierosławia i Pokrzywnicy, Michał Neyman, odnowił kaplicę. Po rodzinie Neymanów miejscowość była w rękach Raszewskich. W 1889 Sierosław liczył 184 mieszkańców i 10 dymów (domostw). Właścicielem był wtedy Zygmunt Węsierski. W miejscowości znajdowała się wtedy gorzelnia parowa, hodowano bydło i wytwarzano nabiał. Dobra obejmowały (bez Pokrzywnicy) 554 ha, z czego 419,48 ha to grunty orne, 35,6 ha – łąki, 28,8 ha – pastwiska, 57,57 ha – las i 13,36 ha stanowiły nieużytki. Wieś była siedzibą okręgu dworskiego, w którego skład wchodziła również Pokrzywnica.
W latach 1975–1998 miejscowość położona była w województwie poznańskim.

## Demografia
W 1889 Sierosław liczył 184 mieszkańców.
Od lat 90. sukcesywnie zwiększa się liczba mieszkańców miejscowości. W 2000 r. zamieszkiwały ją 143 osoby, natomiast w roku 2018 wieś liczyła 904 mieszkańców.

## Ogródki działkowe
We wsi położone są jedne z najrozleglejszych kompleksów działkowych w okolicach Poznania, ciągnące się na południe od drogi Poznań – Buk, w stronę Dopiewa.
Na działkach wybudowano kaplicę rzymskokatolicką, gdzie w sezonie letnim co niedzielę odprawiane są msze. Kaplica znajduje się pod jurysdykcją parafii św. Rity w Lusówku.

## Transport
Do 2008 MPK Poznań dla obsługi tych działek uruchamiało specjalną podmiejską, pospieszną linię autobusową P. Obecnie docierają tu autobusy ZTM Poznań linii 804 z pętli Ogrody w Poznaniu, przez Batorowo i Przeźmierowo (niektóre kursy także przez Lusowo). Przez Sierosław przejeżdża też, nieobjęta porozumieniem międzygminnym, linia 05 obsługiwana przez TPBUS w kierunku Lusówka i Tarnowa Podgórnego.
W kierunku Poznania i Buku kursują również linie PKS oraz prywatny przewoźnik autobusowy.